# サムダルリへようこそ
『サムダルリへようこそ』（原題：웰컴투 삼달리）は、韓国のJTBCで2023年12月2日から2024年1月21日まで放送されたテレビドラマ。Netflixを通じて海外にも配信され、日本でも同日配信された。済州島を舞台に同じ時刻に生まれた幼馴染の恋を濃密に描かれてゆく。

## あらすじ
漢拏山を望む海辺の架空の村"サムダルリ"で生まれたチョ・サムダル（シン・ヘソン）はソウルの写真業界で長い下積み生活を経て、トップフォトグラファーの座を得ていた。写真展の準備をしている頃、後輩の自殺未遂をきっかけに名声を失い、ソウルで共に暮らしていた2人の姉妹と共にやむ無く地元の済州へ帰らざるを得なくなってしまう。
そんな中、済州気象庁予報官として勤務していたチョ・ヨンピル（チ・チャンウク）は大切な仲間を守るため、日々奮闘しているが、気象庁ではソウル本部に反論する問題児であった。しかし、昔の恋人であった2人はやがて、忘れていた時間を取り戻すように、再び恋心を育む。

## キャスト

### 主要人物
チョ・ヨンピル
演 - チ・チャンウク（子役：ソン・ミンジェ）
済州気象庁予報官。かつて、誤報により事故で海女であった母を亡くした。故郷の済州を愛する余り、ソウルへの異動命令に背いてしまう。一時期、幼馴染であったサムダルとは疎遠になった。
チョ・サムダル
演 - シン・ヘソン（子役：イ・ソラ）
三姉妹の次女。トップフォトグラファー。いつか島を離れる夢を抱き、長年の下積みを経て、チョ・ウネの異名で活躍してきた。しかし、ある事件で済州へ帰郷する。

### サムダルの家族
コ・ミジャ
演 - キム・ミギョン（若年：チョン・イェジン）
三姉妹の母。地元の海女会会長。ヨンピルを子供のように可愛がってきた。
チョ・パンシク
演 - ソ・ヒョンチョル
サムダルの父。地元のバス運転手。
チョ・ジンダル
演 - シン・ドンミ
三姉妹の長女で、元客室乗務員。かつては地元の不良から恐れられた女番長だった。財閥一族に嫁ぐも苦しい結婚生活に耐えきれず、帰郷する。
チョ・ヘダル
演 - カン・ミナ
三姉妹の末っ子で、シングルマザー。ハユルの出産の前に恋人を事故で亡くした。サムダル達の不祥事で帰郷することになる。
チャ・ハユル
演 - キム・ドウン
ヘダルの娘で、しっかり者の9歳。

### ヨンピルの周辺の人々
チョ・サンテ
演 - ユ・オソン
ヨンピルの父。かつて、海女であった妻を亡くした。ミジャとサムダルを憎んでいる。
プ・サンド
演 - カン・ヨンソク
ヨンピルとサムダルの幼馴染。母の食堂が儲かったことで成金になった。長年、サムダルに思いを寄せていた。
ワン・ギョンテ
演 - イ・ジェウォン
ヨンピルとサムダルの幼馴染。済州気象庁の警備員。一度も恋愛経験がない。
チャ・ウヌ
演 - ペ・ミョンジン
ヨンピルとサムダルの幼馴染。済州気象庁の観測官。漫画家の夢を叶えるため、ソウルに上京したが、愛する家族のために帰郷した。

### その他の人々
チョン・デヨン
演 - ヤン・ギョンウォン
ジンダルの元夫。財閥「ASグループ」代表。父の命令で、ジンダルのいる済州へ行くことに。
コ・ジョルチョン
演 - カン・ギルウ
デヨンの秘書。ジンダルにはかつての恩がある。
コン・ジチャン
演 - キム・ミンチョル
イルカ保護団体「ドルフィンセンター」の代表。海辺で、ヘダルやその娘のハユルと出会う。

## 視聴率
| 2023年 | 2023年   | 2023年                          | 2023年       | 2023年       |
| Ep     | 放送日   | 副題                            | AGB視聴率    | AGB視聴率    |
| Ep     | 放送日   | 副題                            | 全国（韓国） | ソウル首都圏 |
| ------ | -------- | ------------------------------- | ------------ | ------------ |
| 第1話  | 12月2日  | 龍の涙                          | 5.193%       | 5.283%       |
| 第2話  | 12月3日  | 幼なじみの歴史                  | 5.276%       | 5.552%       |
| 第3話  | 12月9日  | 青い夢を追っていた、私たちは... | 5.324%       | 6.329%       |
| 第4話  | 12月10日 | あの頃、私が愛したおバカ        | 6.509%       | 7.255%       |
| 第5話  | 12月16日 | I see you                       | 6.689%       | 6.528%       |
| 第6話  | 12月17日 | チョ・ヨンピルの「夢」          | 8.295%       | 9.2%         |
| 第7話  | 12月23日 | 別れは常に両面だ                | 6.382%       | 6.6%         |
| 第8話  | 12月24日 | わらび梅雨                      | 7.913%       | 7.9%         |
| 第9話  | 12月30日 | 2人のミジャの物語               | 8.109%       | 8.8%         |
| 第10話 | 12月31日 | 私たちが予測できなかった変数    | 8.227%       | 8.7%         |
| 2024年 |          |                                 |              |              |
| 第11話 | 1月6日   | 輝く人の背後には暗闇がある      | 7.282%       | 8.037%       |
| 第12話 | 1月7日   | 小川は龍の縄張り!               | 9.788%       | 10.597%      |
| 第13話 | 1月13日  | 初恋ってやつ                    | 9.324%       | 10.389%      |
| 第14話 | 1月14日  | 君の涙が乾く時                  | 10.068%      | 10.790%      |
| 第15話 | 1月20日  | 小川の龍を育てた人々            | 10.365%      | 10.919%      |
| 第16話 | 1月21日  | サムダルリへようこそ            | 12.399%      | 13.081%      |